# Muldestausee (gmina)
Muldestausee – gmina samodzielna (niem. Einheitsgemeinde) w Niemczech, w kraju związkowym Saksonia-Anhalt, w powiecie Anhalt-Bitterfeld, powstała 1 stycznia 2010.
Dzielnice gminy: Burgkemnitz, Friedersdorf, Gossa, Gröbern, Krina, Muldenstein, Mühlbeck, Plodda, Pouch, Rösa, Schlaitz, Schmerz i Schwemsal.

## Współpraca
Miejscowość partnerska:
- Zell unter Aichelberg, Badenia-Wirtembergia (kontakty utrzymuje dzielnica Friedersdorf)